# 春日神社 (大阪市東淀川区)
春日神社（かすがじんじゃ）は大阪市東淀川区上新庄に鎮座する神社。

## 祭神
- 建甕槌命、経津主命、天児屋根命、比咩大神の春日四神を祀る。

## 歴史

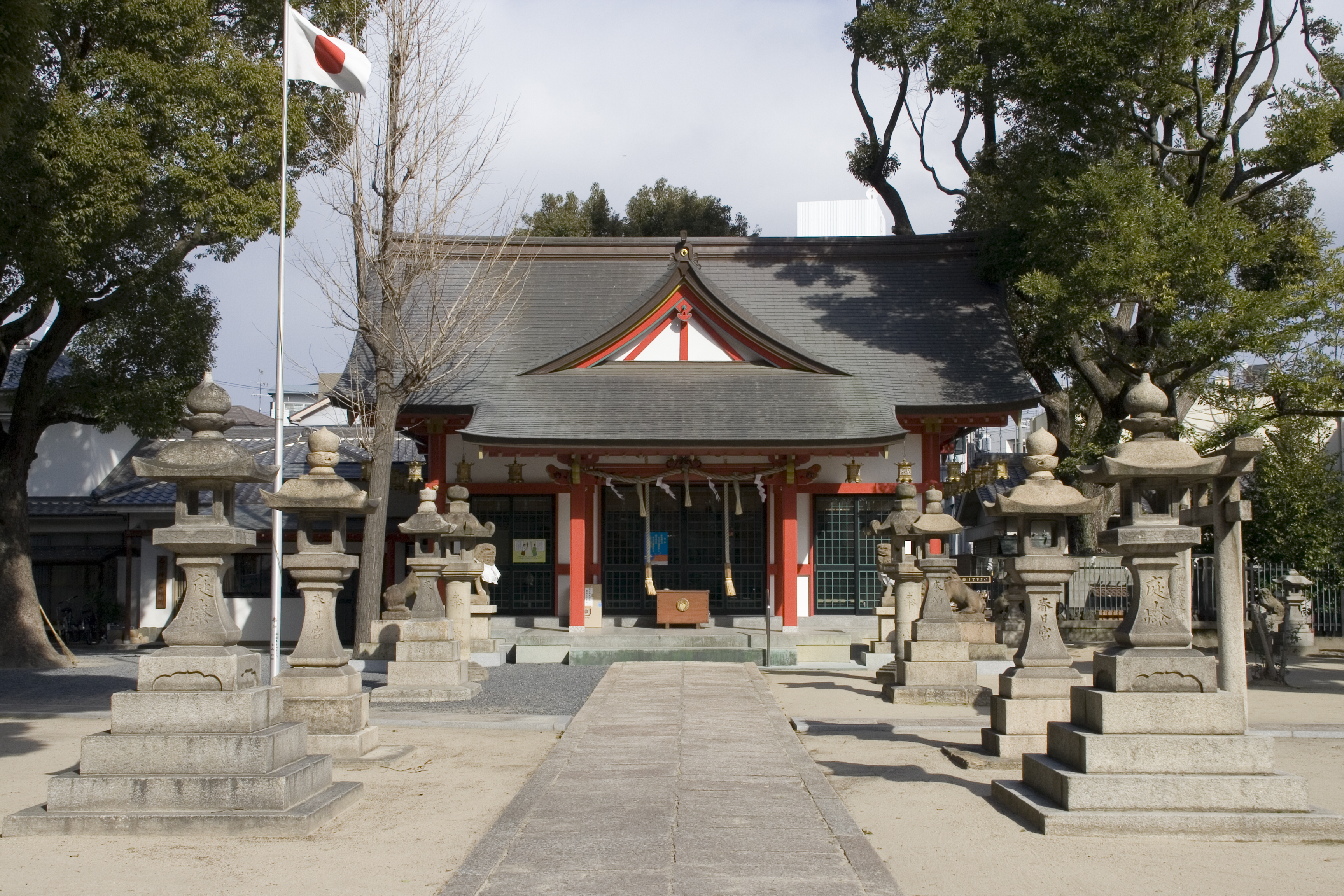
拝殿

往時榊の大木があり、これを神木として崇敬し神体として祀ったのが起こり。後にこの神木が枯れたため社殿を建立して稲荷魂神を勧請し、榊神社（さかきじんじゃ）と名付ける。
- 天正6年（1578年）奈良の春日神社の分霊を勧請して春日神社を本社とし、榊神社を摂社とした。
- 明治5年（1872年）村社列す。
- 明治40年（1907年）神饌幣帛料供進社に指定される[1]。
- 平成11年（1999年）に本殿を改築。

## 境内
- 榊神社
- 天照皇大神社
- 猿田彦神社・火迦具土神社
- クスノキ　樹齢400年を越える大阪市保存樹（昭和43年10月1日指定）

## 交通アクセス
阪急京都本線上新庄駅より　西南に徒歩4分